# فاتحه (سوره)
سوره فاتحه (به معنای گشاینده) یا حمد نخستین سوره در ترتیب فعلی سوره‌های قرآن است. این سوره که به ام‌الکتاب نیز ملقب است، هفت آیه و در جزء یک قرار دارد. چون در این سوره، خدا، حمد و ثنا شده، این سوره حمد خوانده شده‌است.
به گفته منابع اسلامی، سوره فاتحه از سوره‌های مکی است. سورهٔ فاتحه در نمازهای واجب و مستحب مسلمانان خوانده می‌شود و محتوای اصلی آن، توحید و سپاس خداوند است. قرآن‌شناسان چند نظریه مختلف دربارهٔ این سوره ابراز کرده‌اند؛ از جمله اینکه در واقع بخشی از خودِ قرآن و یکی از سوره‌های آن نبوده و در واقع به عنوان دعا قبل از قرائت قرآن خوانده می‌شده یا اینکه نقش مقدمه کتاب را دارد. آن‌ها همچنین این سوره را با برخی از بخش‌های کتاب مقدس مرتبط دانسته‌اند.

## نام‌ها
این سوره نامهای متعددی دارد. برخی از آن‌ها عبارت‌اند از:
- حمد: زیرا با کلمهٔ حمد شروع می‌شود و پیام اصلی و سراسر آن حمد (پرستش) خداست.[۵]
- فاتحه: از ریشهٔ فتح آمده و به معنای آغازگر و گشاینده‌است و به آن «فاتحة الکتاب» نیز می‌گویند.[۶] به این دلیل که نخستین سورهٔ قرآن و آغاز قرائت نماز است.[۵]
- السّبع: چون این سوره از ۷ آیه تشکیل شده‌است.
- اُمّ‌الکتاب یا اُمّ‌القرآن: یعنی (مادر کتاب) یا (مادر قرآن) این دو نامگذاری بدین جهت است که قرآن با این سوره شروع می‌شود و بر سوره‌های دیگر مقدم است؛ در فرهنگ عرب به هر پدیده ای که جامع یا مقدم بر پدیده‌های دیگر باشد، «امّ» گفته شده‌است؛ مانند «امّ‌الرّأس» که به معنای پوستی که دربردارندهٔ مغز است. برخی براین باورند که این سوره بدان دلیل به این نام خوانده شده که عصاره و پیام اصلی قرآن، یعنی توحید و یکتاپرستی که برترین هدف ادیان توحیدی است و دیگر اصول و فروع پیامهای آسمانی به آن برمی گردد، به سبکی جالب در آن آمده‌است.[۵]
- مثانی: دراین باره دو دیدگاه مطرح است: نخست اینکه در هر نماز واجب و مستحب دو بار خوانده می‌شود؛ و دیگری چون مسلمانان اعتقاد دارند دو بار بر محمد نازل شده‌است.[۵]
- وافیه: چون مسلمانان باید تمامی آن را در نماز قرائت کنند.[۵]
- کافیه: چون در شرایطی خود به تنهایی می‌تواند جای سورهٔ دیگری را در نماز بگیرد؛ در حالی که هیچ سوره ای نمی‌تواند جای آن را در نماز بگیرد.[۵] حدیثی در این باره به محمد منسوب است:[۵]

(به عربی: امّ‌القرآن عوض عن غیرها و لیس غیرها عوضاً عنها)
سورهٔ حمد در نماز می‌تواند جای دیگر سوره‌ها را بگیرد اما هیچ سورهٔ دیگری نمی‌تواند جایگزین آن شود و نقش آنرا داشته باشد.
- اساس: از ابن‌عباس آورده‌اند که:[۵]

برای هر پدیده پایه و اساسی است. اساس قرآن، سورهٔ فاتحه و اساس این سوره، «بسم الله الرحمن الرحیم» است.
- شفاء: در حدیثی منسوب به محمد آمده که:[۵]

(به عربی: فاتحةالکتاب شفاء من کل داء)
این سوره، شفابخش هر درد و بیماری است.
- صلوة: در حدیثی از محمد آورده‌اند:[۵]

(به عربی: «قال اللَّه تعالی: قسمت الصّلوة بینی و بین عبدی نصفین نصفها لی و نصفها لعبدی…»)

خدای پرمهر پیام داد که: نماز -یعنی این سوره- را میان خود و بندگان نمازگزارم به‌طور شایسته و بایسته و برابر تقسیم کرده‌ام. نیمی از آنِ من است و نیمی از آنِ هر بنده نمازگزار؛ چرا که وقتی بنده نمازگزار شروع به خواندن می‌کند و می‌گوید: «الحمد للَّه ربّ‌العالمین»، خدا می‌فرماید: بنده ام مرا خالصانه ستایش کرد. هنگامی که می‌خواند: «الرّحمن الرّحیم مالک یوم الدّین»، خدا می‌فرماید: بنده ام به گونه ای شایسته مرا ثنا گفت و باشکوه وصف ناپذیری مرا یاد کرد؛ و زمانی که می‌خواند: «ایّاک نعبد و ایّاک…»، خدا می‌فرماید: این پیوند عاشقانه ای است میان من و بنده ام؛ آنچه او می‌خواهد، باید به او ارزانی شود.
- کَنز: این سوره را با گنج مقایسه کرده‌اند. یا اینکه گنج قرآن است.

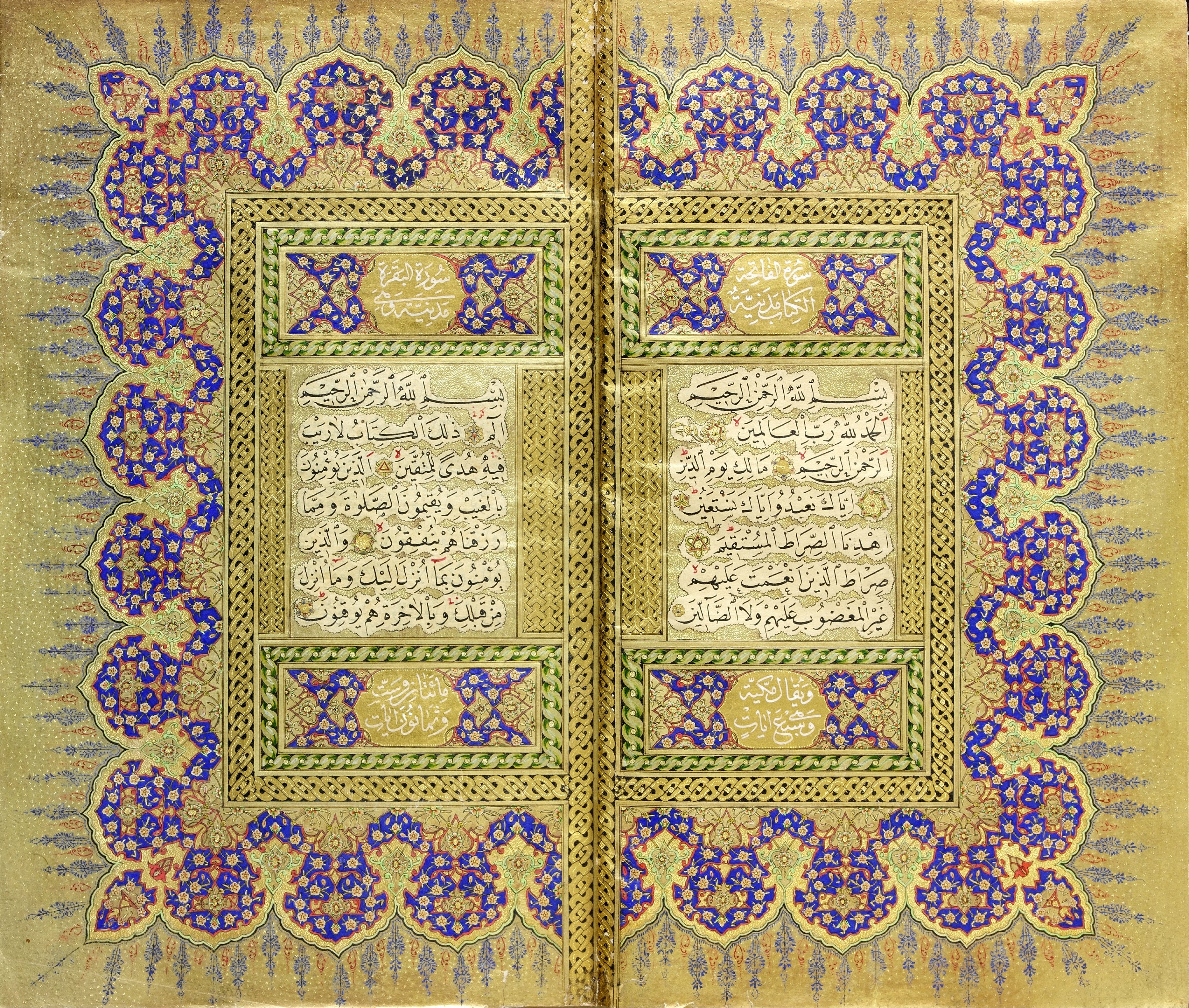
تصویری از یک نسخه تاریخی قرآن به خط محمد شوقی افندی متعلق به قرن ۱۹ میلادی که در آن آیاتی از سوره‌های فاتحه، بقره دیده می‌شود. براساس توضیحات تصویر در انبار، این قرآن در موزه ساکیپ سابانجی شهر استانبول نگهداری می‌شود.

## دیدگاه تاریخی-انتقادی
به‌طور کلی در قرآنِ فعلی سوره‌ها تقریباً بر اساس اندازه‌شان مرتب شده‌اند و ابتدا سوره‌های بلندتر و سپس سوره‌های کوتاه‌تر قرار دارند اما سوره فاتحه (به معنای گشاینده)، با وجود کوتاه بودن، نخستین سوره در ترتیب فعلی است؛ لذا محققانی مثل جبرئیل سعید رینولدز عقیده دارند که سوره فعلی حمد در واقع یکی از سوره‌های قرآن نبوده‌است؛ بلکه کارکردش آن بوده که قبل از قرائت قرآن، به عنوان دعا خوانده شود.

سوره فاتحه با برخی از بخش‌های عهدین مقایسه و مرتبط دانسته شده‌است. کوپرز می‌گوید سوره فاتحه که نقش مقدمه قرآن را دارد، مانند مزمور اول در مزامیر است؛ کوپرز به خصوص آیه هفتم سوره فاتحه را به ۱:۶ در مزامیر شبیه می‌یابد. ۱:۶ در مزامیر چنین است:
زیرا خداوند نگهبان راه درستکاران است اما راه گناهکاران نابود خواهد شد.

همچنین به گفته تئودور نلدکه، آیه ششم سوره فاتحه، با ۲۷:۱۱ در مزامیر مرتبط است:
خداوندا راه خود را به من نشان بده و به خاطر دشمنانم، مرا به راه راست هدایت کن.

علاوه بر موارد فوق، سوره فاتحه با دعایی در انجیل‌های لوقا (۱۱:۲–۴‎) و متی (۶:۹–۱۳) نیز مقایسه شده‌است. این دعا از این دو انجیل به نام «پدر ما» شهرت دارد:
... ای پدر ما که در آسمانی، نام تو مبارک باد. ملکوت تو بیاید. اراده تو چنان‌که در آسمان برقرار است، در زمین برپا شود. نان روزانه ما را امروز به ما عطا کن. قرض‌های (گناهان) ما را ببخش، آنطور که ما قرضداران خود را می‌بخشیم. ما را آزمایش ننما، بلکه از شریر نجاتمان بده.

## دیدگاه مسلمانان

### جایگاه سوره از دیدگاه فقها و مفسرین قرآن
از دیدگاه فقها و مفسرین قرآن حمد والاترین و شریف‌ترین سوره قرآن دانسته شده‌است، زیرا خدا در آیه ۸۷ سوره حِجر آن را معادل و هم‌تراز قرآن عظیم شمرده و دیگر آن‌که در نماز باید سوره حمد را قرائت کرد و دیگر سوره‌ها را نمی‌توان به جای آن خواند.
به نظر فخررازی حاصل همه کتب الهی سه موضوع ثنای خداوند، اشتغال به خدمت و طاعت او و طلب هدایت است و سوره حمد همه این امور را شامل می‌شود.
حدیثی منسوب به علی به نقل از محمد وجود دارد که:
خدای جهان آفرین به من پیام داد که ای پیامبر وَ لَقَدْ آتَیْنٰاکَ سَبْعاً مِنَ الْمَثٰانِی وَ الْقُرْآنَ الْعَظِیمَ (ترجمه: ما هفت آیه مبارکه که دربردارنده پرمحتواترین ثنا و ستایش است، و نیز قرآن شکوهمند را بر تو فرو فرستادیم.)[حجر–۸۷] و بدین‌سان، سوره حمد را دربرابر همه قرآن شریف قرار داد و با فرود آن بر من منّت نهاد. آنگاه پیامبر افزود: سوره حمد، شریف‌ترین گنجینه‌های عرش است؛ و خداوند این سوره را به محمّد اختصاص داد، و با آن، شکوه و شرافتی وصف ناپذیر به پیامبر ارزانی داشت؛ و از پیام آوران خویش، جز سلیمان که «بسم اللَّه الرَّحمن الرَّحیم» آن را به او عطا فرمود، هیچ‌یک را در این شرافت و سند برتری شرکت نداد. تنها سلیمان بود که در این شکوه و شرافت شرکت داشت؛ و قرآن سرگذشت وی را اینگونه آورده‌است که: «اِنَّهُ مِنْ سُلَیْمانَ وَ اِنَّهُ بِسْمِ اللَّهِ الرَّحمنِ الرَّحیمِ». آنگاه افزود که هرکس آن را با تدبّر تلاوت کند و در همان‌حال دوستی محمّد و خاندان او را در گستره دل جای دهد و به ظاهر و محتوای این کتاب آسمانی ایمان داشته و فرمانبردار آن باشد، دربرابر هر حرفی از آن، پاداشی ارزشمند به او ارزانی می‌شود که هر یک از این پاداشها برتر از این جهان و نعمتهای مادی آن است؛ و اگر کسی به هنگام تلاوت این سوره به آن گوش جان سپارد، به اندازه یک سوّم پاداش تلاوت آن را دریافت خواهد داشت. از این رو در کسب این خیر فراوان و نجات بخش بکوشید؛ آن را غنیمت شمارید و اجر بیشتری فراهم آورید؛ زیرا ممکن است فرصت ازدست برود و حسرت و اندوه در دل بماند که چرا بهره نگرفتید.

### نزول

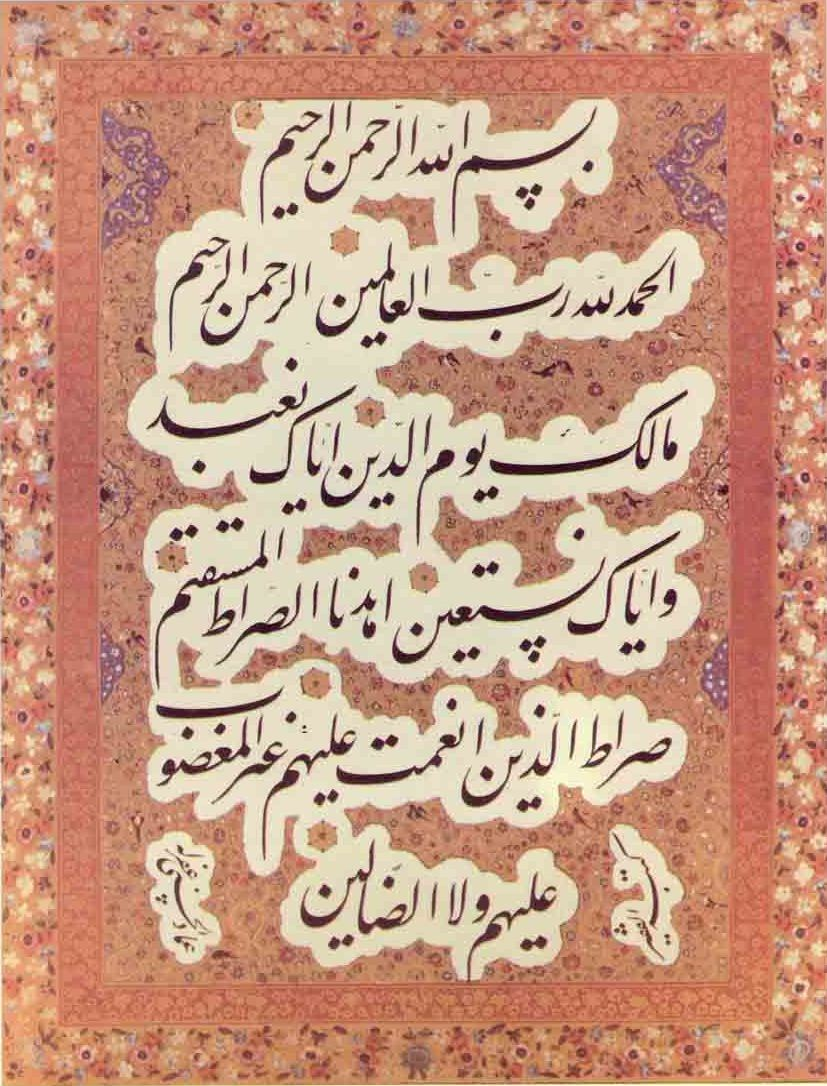
سورهٔ حمد به‌خط میرعماد

#### شأن نزول
از آنجایی که لازم نیست همه سوره‌ها و آیات قرآن کریم دارای شأن نزول باشند، یکی از سوره‌هایی که برای آن شأن نزولی نقل نشده، سوره حمد و آیات آن است.

#### ترتیب نزول
سوره حمد دو بار نازل شده‌است، به همین جهت، به آن مثانی هم می‌گویند؛ البته از آن رو که اولین بار در مکه نازل شده، آن را سورهٔ مکی می‌خوانند. بر اساس روایات این سوره پنجمین سورهٔ نازل شده به پیامبر بعد از سورهٔ مدثر است؛ اما به پیشنهاد نلدکه چهل و هشتمین سورهٔ نازل شده بعد از سورهٔ ناس است. این سوره اولین سوره کامل نازل شده‌است.

#### محل نزول
اختلاف دربارهٔ مکی یا مدنی بودن سوره حمد ثمره تفسیری ندارد؛ زیرا مشتمل بر آیه ای نیست که معنایش به اختلاف نزول، مختلف و متفاوت شود. این سوره به گفته ابن‌عباس و قتاده، در مکه، به عقیدهٔ مجاهد، در مدینه؛ اما به دیدگاه برخی دیگر یک بار ابتدای بعثت در مکه و بار دیگر پس از تغییر قبله در مدینه نازل شد.

## ویژگی‌ها

### لحن سوره
این سوره مانند بعضی از دیگر سوره‌های قرآن از نظر لحن و آهنگ از زبان بندگان است، و نوعی مناجات و سخن گفتن محسوب می‌شود. از نکات این سوره ارتباط بی واسطه خدا با انسان به عنوان آغازگر کتاب است.

### تعداد آیات
همه قرائت‌شناسان در این‌که سوره حمد هفت آیه دارد، متفق‌اند، بدین‌گونه که قرائت‌شناسان مکّی و کوفی «بسم‌اللّه‌الرّحمن‌الرّحیم» را آیه‌ای مستقل دانسته‌اند ولی دیگر قرائت‌شناسان «بَسْمَلَه» را آیه‌ای جداگانه و کامل محسوب نکرده‌اند، در عوض با توقف بر نخستین «عَلَیهِم» عبارت «صِراطَ الَّذینَ اَنعَمتَ عَلَیهِم» را یک آیه و «غَیرِ الْمَغضوبِ عَلَیهِم» را آیه‌ای دیگر شمرده‌اند؛ بنابراین، در هر دو حالت سوره حمد هفت آیه خواهد داشت.

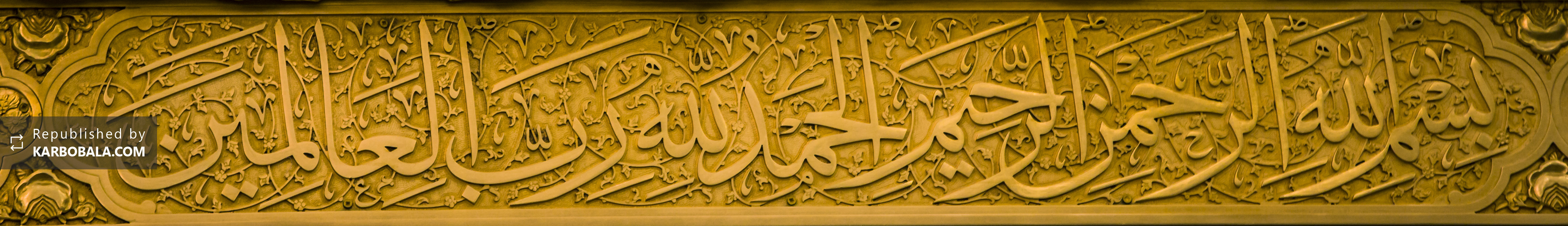
آیه اول سوره حمد، منقش بر ضریح عباس

### ترتیب در مصحف
به گزارش ابن‌ندیم و ابن‌أشته، حمد در مصحف اُبیّ بن کعب نیز نخستین سوره بوده، ولی در فهرستی که از ترتیب سوره‌های مصحف ابن‌مسعود عرضه شده‌است، نام حمد دیده نمی‌شود. به نظر می‌رسد فاتحه و مُعوّذَتین از آن رو در مصحف ابن‌مسعود وجود نداشته که وی مطمئن بوده‌است هرگز آن‌ها را فراموش نخواهد کرد، زیرا در روزگار وی قرآن را می‌نوشتند تا اگر بخشی از آن را فراموش کردند بتوانند با رجوع به آن، آیات فراموش شده را به یاد آورند؛ بنابراین، وقتی احتیاجی بدین تذکار نبود، نوشتن آن وجهی نداشت، ولی دقت و صحت این گزارشها محل تردید است، زیرا در روایت ابن‌عباس دربارهٔ ترتیب نزول سوره‌ها و در روایتِ عِکرِمه هیچ ذکری از سوره حمد به میان نیامده است.

## اختلاف قرائت
در یک یا دو واژه این سوره نیز اختلاف قرائت گزارش شده‌است. به‌طور خاص «ملک یوم الدین» هم به صورت مالک و هم مَلِک قرائت می‌شود.

## مضمون
آیات سورهٔ فاتحه، با حمد و ستایش الله شروع می‌شود و با اشاراتی دربارهٔ خدا و صفات او، و با ابراز ایمان به مبدأ و معاد (خداشناسی و ایمان به رستاخیز) ادامه می‌یابد؛ سپس با تقاضای هدایت به راه راست پایان می‌گیرد. در یک نگاه کلی این سوره به دو بخش تقسیم می‌شود، بخشی از حمد و ثنای خدا سخن می‌گوید و بخشی از نیازهای بنده.

## گوش دادن
محمد ایوب
عبدالرحمان السدیس
شهریار پرهیزگار